# Sebagena mariva
Sebagena mariva är en fjärilsart som beskrevs av Paul Dognin 1891. Sebagena mariva ingår i släktet Sebagena och familjen trågspinnare. Inga underarter finns listade.